# Liste der Kulturdenkmale in Schkölen
Die Liste der Kulturdenkmale in Schkölen umfasst die als Einzeldenkmale, Bodendenkmale und Denkmalensembles erfassten Kulturdenkmale auf dem Gebiet der Einheitsgemeinde Schkölen im thüringischen Saale-Holzland-Kreis (Stand: Februar 2020). Die Angaben in der Liste ersetzen nicht die rechtsverbindliche Auskunft der zuständigen Denkmalschutzbehörde.

## Legende
- Bild: zeigt ein Bild des Kulturdenkmals und gegebenenfalls einen Link zu weiteren Fotos des Kulturdenkmals im Medienarchiv Wikimedia Commons
- Bezeichnung: Name, Bezeichnung oder die Art des Kulturdenkmals
- Lage: Wenn vorhanden Straßenname und Hausnummer des Kulturdenkmals; Grundsortierung der Liste erfolgt nach dieser Adresse. Der Link Karte führt zu verschiedenen Kartendarstellungen und nennt die Koordinaten des Kulturdenkmals.
 Kartenansicht, um Koordinaten zu setzen – in dieser Kartenansicht sind Kulturdenkmale ohne Koordinaten mit einem roten bzw. orangen Marker dargestellt und können in der Karte gesetzt werden. Kulturdenkmale ohne Bild sind mit einem blauen bzw. roten Marker gekennzeichnet, Kulturdenkmale mit Bild mit einem grünen bzw. orangen Marker.
- Datierung: gibt das Jahr der Fertigstellung beziehungsweise das Datum der Erstnennung oder den Zeitraum der Errichtung an
- Beschreibung: bauliche und geschichtliche Einzelheiten des Kulturdenkmals, vorzugsweise die Denkmaleigenschaften
- ID: Die ID identifiziert das Kulturdenkmal eindeutig. In Thüringen sind aktuell keine IDs veröffentlicht. In der ID-Spalte kann sich auch folgendes Icon  befinden, dies führt zu Angaben zu diesem Kulturdenkmal bei Wikidata.

## Kulturdenkmale nach Ortsteilen

### Dothen
| Bild                                    | Bezeichnung                                                                   | Lage                            | Datierung | Beschreibung | ID |
| --------------------------------------- | ----------------------------------------------------------------------------- | ------------------------------- | --------- | ------------ | -- |
| weitere Bilder Fotos hochladen          | Evangelische Kirche mit Ausstattung, Kirchhof mit Grabkapelle und Einfriedung | Dothen (Karte)                  |           |              |    |
| BW                                      | Pfarrhof                                                                      | Dothen 1, 2 (Karte)             |           |              |    |
| BW                                      | ehemalige Pferdegöpelanlage                                                   | Dothen 23 (Karte)               |           |              |    |
| weitere Bilder Fotos hochladen          | Kirche mit Ausstattung, Kirchhof, Gruft und Einfriedung                       | Poppendorf 1 (Karte)            |           |              |    |
| Fotos hochladen                         | Glockenstuhl mit 2 Glocken                                                    | vor Poppendorf 30 (Karte)       |           |              |    |
| BW                                      | Toranlage mit Inschriften und Reliefs                                         | Tünschütz, Dorfstraße 3 (Karte) |           |              |    |
| Direkt Bild zu diesem Denkmal hochladen | Kirche mit Ausstattung, Kirchhof, Einfriedung                                 | Tünschütz                       |           |              |    |

### Graitschen auf der Höhe
| Bild                           | Bezeichnung                                                  | Lage                               | Datierung | Beschreibung | ID |
| ------------------------------ | ------------------------------------------------------------ | ---------------------------------- | --------- | ------------ | -- |
| Fotos hochladen                | Gehöft                                                       | Grabsdorf, Dorfstraße 3, 4 (Karte) |           |              |    |
| weitere Bilder Fotos hochladen | Grabkapelle mit Einfriedung                                  | Grabsdorf, Friedhof (Karte)        |           |              |    |
| weitere Bilder Fotos hochladen | Kapelle mit Friedhof und historischen Grabmalen, Einfriedung | Graitschen a. d. H. (Karte)        |           |              |    |
| weitere Bilder Fotos hochladen | Trojaburg, „Schwedenhieb“                                    | Graitschen a. d. H. (Karte)        |           | Bodendenkmal |    |

### Hainchen
| Bild                           | Bezeichnung                                                  | Lage                | Datierung | Beschreibung | ID |
| ------------------------------ | ------------------------------------------------------------ | ------------------- | --------- | ------------ | -- |
| weitere Bilder Fotos hochladen | Dreifaltigkeitskirche mit Ausstattung, Kirchhof, Einfriedung | Hainchen (Karte)    |           |              |    |
| BW                             | Toranlage mit Rundbogentor                                   | Kämmeritz 4 (Karte) |           |              |    |

### Nautschütz
| Bild                           | Bezeichnung                                      | Lage                                                   | Datierung | Beschreibung | ID |
| ------------------------------ | ------------------------------------------------ | ------------------------------------------------------ | --------- | ------------ | -- |
| Fotos hochladen                | Brücke über den Steinbach                        | Böhlitz, südöstlicher Ortsrand (Karte)                 |           |              |    |
| weitere Bilder Fotos hochladen | Gedenkstein für Samuel Heinicke                  | Nautschütz (Karte)                                     |           |              |    |
| weitere Bilder Fotos hochladen | Kirche mit Ausstattung, Kirchhof, Einfriedung    | Zschorgula (Karte)                                     |           |              |    |
| BW                             | Gehöft                                           | Zschorgula, Dorfstraße 14 (Karte)                      |           |              |    |
| BW                             | Friedhofsanlage mit Einfriedung und Leichenhalle | Zschorgula, nordöstlich außerhalb der Ortslage (Karte) |           |              |    |

### Rockau
| Bild            | Bezeichnung    | Lage                          | Datierung | Beschreibung | ID |
| --------------- | -------------- | ----------------------------- | --------- | ------------ | -- |
| Fotos hochladen | Wegweiserstein | südöstlicher Ortsrand (Karte) |           |              |    |

### Schkölen
| Bild                                    | Bezeichnung                                                                                               | Lage                                                                               | Datierung | Beschreibung      | ID |
| --------------------------------------- | --- | ---------------------------------------------------------------------------------- | --------- | ----------------- | -- |
| BW                                      | Denkmalensemble „Historischer Stadtkern von Schkölen“                                                     | Burgstraße, Friedrichstraße, Mönchsgasse/Friedrichstraße, Jenaische Straße (Karte) |           |                   |    |
| weitere Bilder Fotos hochladen          | Kirche Beatae Mariae Virginis mit Ausstattung, Kirchhof, Friedhof mit historischen Grabmalen, Einfriedung | (Karte)                                                                            |           |                   |    |
| Direkt Bild zu diesem Denkmal hochladen | ehemaliges Brauhaus / Alte Schmiede / ehemalige Gießerei                                                  | Burgstraße                                                                         |           |                   |    |
| weitere Bilder Fotos hochladen          | Wasserburg einschließlich Graben und Freifläche                                                           | Burgstraße 9 (Karte)                                                               | 0900      | auch Bodendenkmal |    |
| Fotos hochladen                         | ehemalige Burg-Apotheke                                                                                   | Markt 1 (Karte)                                                                    |           |                   |    |
| BW                                      | Pfarrhof                                                                                                  | Markt 7 (Karte)                                                                    |           |                   |    |
| weitere Bilder Fotos hochladen          | Rittergut                                                                                                 | Naumburger Straße 4 (Karte)                                                        |           |                   |    |
| BW                                      | Grabhügel Lohholz                                                                                         | nordöstlicher Waldrand des Lohholzes (Karte)                                       |           | Bodendenkmal      |    |
| BW                                      | Grabhügel Dorstewitz                                                                                      | Dorstewitzer Wald (Karte)                                                          |           | Bodendenkmal      |    |
| BW                                      | Steinkreuz                                                                                                | etwa 1 km südwestlich des Ortes (Karte)                                            |           | Bodendenkmal      |    |
| BW                                      | Steinkreuz                                                                                                | Friedhof (Karte)                                                                   |           | Bodendenkmal      |    |

### Wetzdorf
| Bild                           | Bezeichnung                                      | Lage                | Datierung | Beschreibung | ID |
| ------------------------------ | ------------------------------------------------ | ------------------- | --------- | ------------ | -- |
| weitere Bilder Fotos hochladen | Kirche mit Ausstattung, Kirchhof und Einfriedung | Wetzdorf 6 (Karte)  |           |              |    |
| BW                             | Gehöft                                           | Wetzdorf 9 (Karte)  |           |              |    |
| Fotos hochladen                | Wirtschaftsgebäude des ehemaligen Kammergutes    | Wetzdorf 40 (Karte) |           |              |    |
| Fotos hochladen                | Glockenstuhl                                     | Wetzdorf (Karte)    |           |              |    |